# Äppelvikens gård

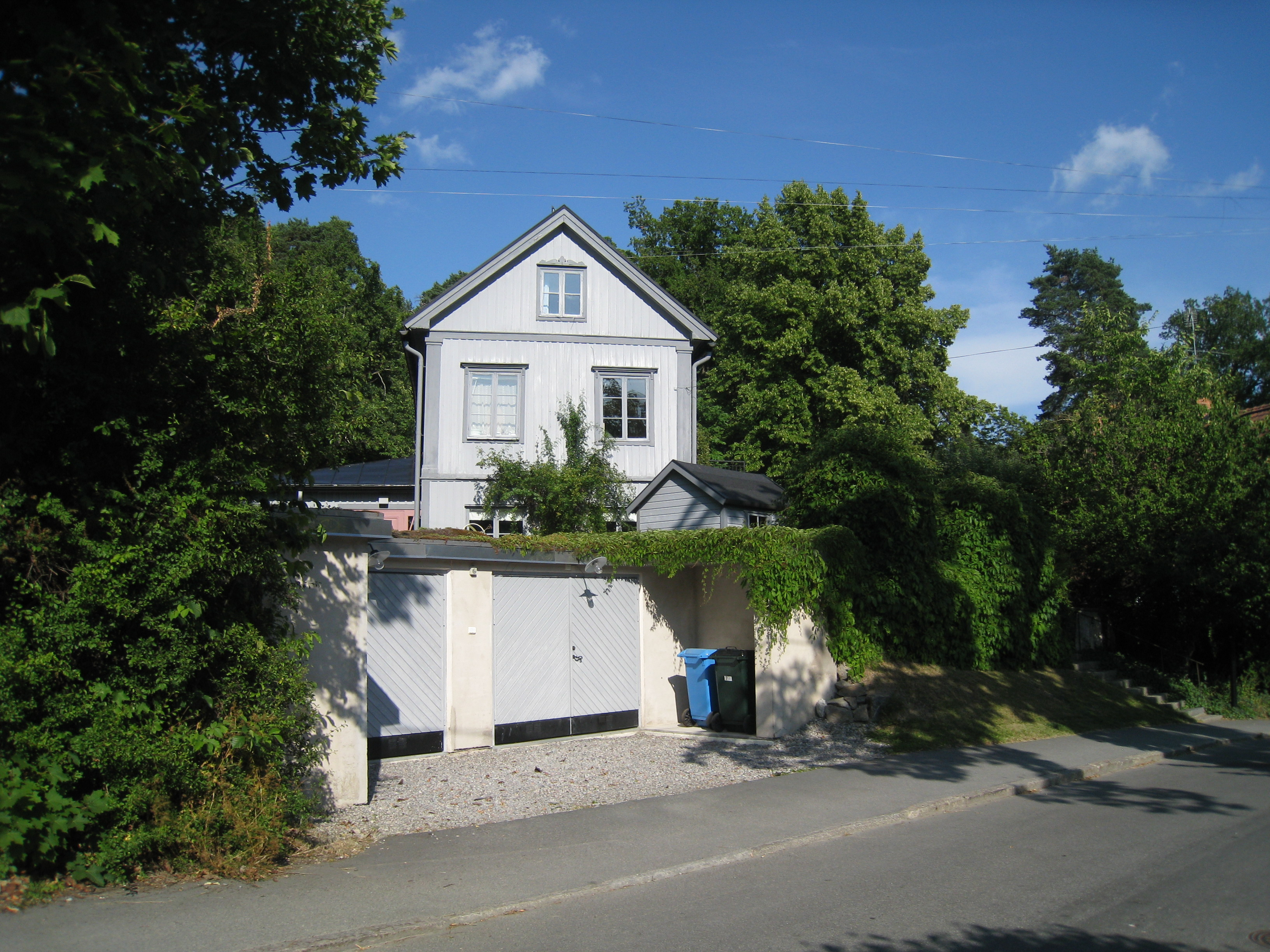
Äppelvikens gård på Äppelviksvägen 31.

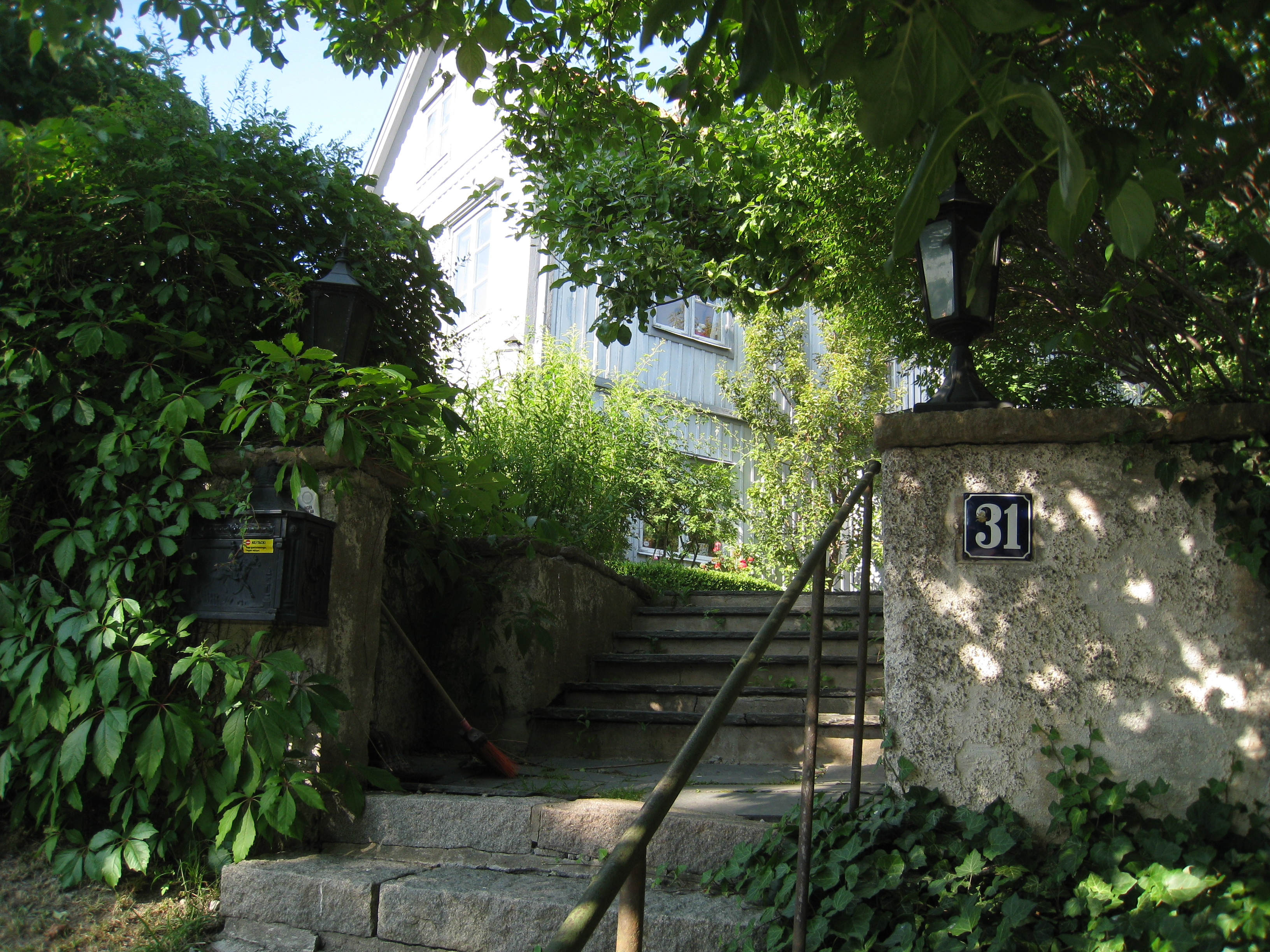
Äppelvikens gård på Äppelviksvägen 31 ligger på en höjd inbäddat i grönska.

Äppelvikens gård är idag en villa på nuvarande Äppelviksvägen 31 i stadsdelen Äppelviken i södra Bromma väster om Stockholm. Villan ligger ovanför Äppelvikens båtklubb en bit upp på Äppelviksvägen och där kan man skymta Äppelvikens gård, som idag är en av villorna vid vägen. Den äldsta delen av huset har anor från 1700-talet, men huset har byggts om flera gånger sedan det ursprungligen uppfördes som torpbyggnad på 1750-talet.
De rester som bevarats av Äppelvikens gård sedan huset byggdes på 1740- eller 1750-talet, är en cirka metertjock stenmur, som låg till höger om entrén. Innanför muren låg en källare eller förvaringsutrymmen. Muren är nu delvis borttagen och i källaren har inrymts sovrum och badrum.
De äldre husen vid Äppelvikshamnen, som går under namnet Mälarstrandens sommarbebyggelse, är mest kända för att ha varit ett sommarparadis för stockholmsborgare under åren 1870-1910. Mälarstrandens sommarbebyggelse ingår i ett stråk av bebyggelse, som av Stockholms stadsmuseum pekats ut som en ålderdomlig och kulturhistoriskt värdefull miljö.
När stadsdelen Äppelviken byggdes ut under åren 1913–1919 inordnades en del av husen i kvartersmönstret, medan sjövillorna ligger mera fritt i Mälarparken.

## Historik
Äppelvikens gård finns omnämnt för första gången i 1754 års jordebok som ett frälsetorp under godset Ulvsunda slott. Från den tiden finns endast grundmuren av huset kvar. Till gården hörde bland annat uthus, ladugård och ett lusthus. Av dessa finns idag endast en ladugårdsbyggnad kvar. Gården friköptes från Ulvsunda omkring 1818 av en grosshandlare vid namn Gustaf Daevel. Då har det skett en övergång från torp till säteri. År 1857 köptes torpet/säteriet av bryggaren och destillatorn Lars Fredrik Blackstadius (1814-1881). Han hade bryggerirörelse på Bastugatan i Stockholm och bedrev brännvinsbränneri i Äppelviken på 1840-talet. Blackstadius var en av stiftarna av Bryggarämbetets pensionskassa. Han tillhörde Stockholms stadsfullmäktige och ägnade sig under många år åt fattigvården i Klara församling.
År 1847 lät han uppföra ett bränneri i det som idag kallas Stora Sjövillan, som var belägen litet sydost om Äppelvikens gård. Byggnaden i kvarteret Flyttblocket 3, hade under Lars Fredrik Blackstadius tid två våningar med vind och källare. Bryggaren Lars Fredrik Blackstadius ägde huset och brände brännvin här fram till 1864. Han använde det som sommarbostad fram till 1866. Då inreddes huset till sommarbostäder för uthyrning.

## Oljemålning över Äppelvikshamnen

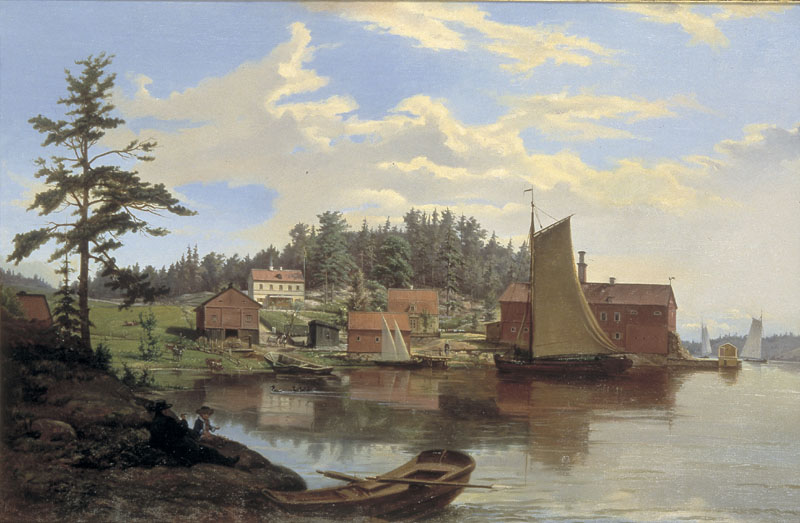
Äppelvikshamnen och Äppelvikens gård som den såg ut i mitten av 1800-talet. Stora Sjövillan syns till vänster. Till Äppelvikens gård flyttade bryggaren Lars Fredrik Blackstadius och mot slutet av 1840-talet började han även att tillverka brännvin och bedriva brännvinsrörelse i Äppelviken. Till 1866 bodde familjen Blackstadius i den lilla byggnaden, som syns uppe i backen. Målningen, som är utförd 1856 av brodern, konstnären Johan Zacharias Blackstadius (1816-1898), finns på Stockholms stadsmuseum.

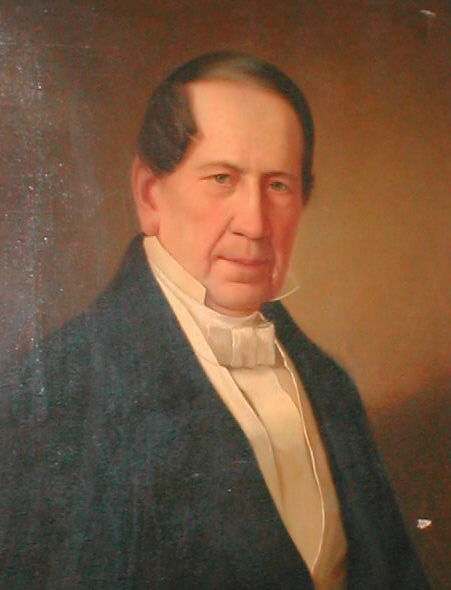
Fabrikör Lars Montén (1785-1872) ägde Äppelvikens gård åren 1867-1908, då han sålde gården till Stockholms stad. Oljemålning av Wilhelmina Lagerholm (1826-1917).

Huset Äppelvikens gård finns med på en oljemålning över Äppelvikshamnen från 1856 av Johan Zacharias Blackstadius, en yngre bror till ägaren av huset. Oljemålningen "Äppelvikshamnen" finns idag på Stockholms stadsmuseum. Sommarnöjesperioden tog sin början 1866 och sträckte sig fram till mitten av 1880-talet. Villan, som senare ombyggdes något, utgör nu fastigheten vid Äppelviksvägen 31.
Bränningen ägde rum i en stor, rödmålad byggnad, som syns till höger bakom segelbåten på oljemålningen. Den villan finns också kvar idag. Det är Stora Sjövillan. I det mörka partiet till vänster på tavlan skymtar halvliggande gårdens ägare Lars Fredrik Blackstadius med äldste sonen sittande bredvid. Alldeles i kanten till vänster syns taket till smedjan. Byggnaden hette smedjan, men någon fast anställd smed fanns inte på gården. Ungefär 1884 inreddes byggnaden till bostad, men revs i slutet på 1920-talet. Mellan smedjan och ladugården, som syns till vänster nedanför villan i backen, anlades 1866 trädgården med bland annat fruktträd. Vid ladugårdens gavel åt sjösidan byggdes senare till ett vagnslider. Vagnslidret är synligt på Carl August Fahlgrens målning från 1881.
Jordbruket var inte av någon större betydelse i Äppelviken. Man hade fyra kor på sommaren och två på vintern. Bara två fast anställda manliga tjänare fanns för jordbrukets skötsel, en rättare och en dräng. Två av gårdens hästar syns emellertid i gatan ner emot sjön. Bakom sjöboden syns till höger en villa, nuvarande Äppelviksvägen 37, som gick under namnet Kulan. Trädgårdsanläggningen framför bostaden har ännu inte fått in slutliga utformning vid tiden för målningens tillkomst. Framför bostaden anlades senare en kastanjeallé, och även popplar planterades. I skogsbacken uppfördes ett lusthus. Längst ut vid den yttre bryggan ligger ett litet badhus, som senare flyttades.
Det är oklart när Äppelvikens gård byggdes och fick det utseende som återges på tavlan. Huset har sedan dess förändrats i flera omgångar genom tillbyggnader. Stora Sjövillan hade en gång tre verandor, av vilka den ostliga användes som väntrum för de ångbåtspassagerare, som steg på och av vid den ångbåtsbrygga, som fortfarande finns kvar. År 1867 sålde Lars Fredrik Blackstadius gården till Lars Montén, som var ljusfabrikör i Alvik. Lars Montén (1785-1872) ägde huset fram till 1908, då han sålde det till staden, som redan samma år sålde det vidare till fru Josefina Eriksson. Huset är idag permanentbostad för flera familjer.

## Oljemålning över Gamla Äppelviken från sjösidan

Gamla Äppelviken med hamn, gård, bränneri och färgeri. Oljemålning av Carl August Fahlgren 1891.
Konstnären Carl August Fahlgren (1819–1905) målade Gamla Äppelviken i Bromma från Mälarens sjösida 1891.

På oljemålningen från 1881 av Carl August Fahlgren ser vi Äppelviken inbäddat i en betydligt lummigare grönska än de spretiga granarna på J.Z. Blackstadius oljemålning från 1856. Popplar, kastanjer och andra lövträd nästan skymmer den nu rätt täta bebyggelsen. Sjövillan lyser i sin gulvita puts, och har försetts med tre verandor. Den nedre glasverandan tjänade som väntrum för ångbåtspassagerarna. Villan byggdes av byggmästare Samuelsson, som var bosatt i Övre Gustafslund, som han själv hade uppfört. "Ännu idag utgör den herrgårdsliknande byggnaden med sitt förnämliga läge i viken en av samhällets sevärdheter", enligt fil.lic. Gunnar Björkman på 1930-talet. Ovanför i backen skymtar det ovannämnda lusthuset. Till höger syns den så kallade Vandringen, en spannmålskvarn, som på baksidan, åt nordväst, hade en hästvandring. Här inreddes en mangelbod med drängkammare vid sidan när bränneriet lades ned. Byggnaden kallas Mangeln. Den ljusa byggnaden alldeles bakom ångbåtsbryggan var ännu på 1870-talet tvättstuga. Den veranda, som nu finns där, byggdes på 1880-talet. Längst bort, nära kalberget, reser sig ett tvåvåningshus. Det är Bergshyddan, som tidigare var bränneri och nu är bostad. Den uppfördes 1867 till lavbränneri. "Här skulle enligt professor Sten Stenbergs metod brännas brännvin av renlav, ett företag som synbarligen slog mindre väl ut, ty driften nedlades ett par år senare, varpå det hela (1874) ombyggdes till sommarbostad." Sten Stenberg (1824-1884) var läkare och professor. Genom sina försök att använda lavar vid framställning av druvsocker och alkohol, bland annat redovisade i Om tillverkning af lafbränvin (1868), gav han upphov till en ny, men kortlivad industri, lavbrännvinstillverkningen. De olika kvartersnamnen Destillatorn, Brännmästaren och Renlaven, som alla är belägna nere i gamla Äppelviken, påminner oss om Äppelvikens industriperiod.

## Sommarvillor
Lars Fredrik Blackstadius lät även vid 1800-talets mitt bygga ett antal hus vid vattnet som från början uppfördes som sommarvillor och hade en funktion i brännerirörelsen. De husen går idag under namnet Mälarstrandens sommarbebyggelse. Brännerirörelsen upphörde 1864 och därefter omvandlades husen till bostadshus, till en början främst som sommarnöjen. Av Bergshyddan kan man idag endast se några grundstenar, efter det att huset, efter kraftigt förfall, brann ned 1974. 1867 började Blackstadus bränna brännvin av renlav i Bergshyddan. Bränneriperioden blev kort och 1874 byggdes huset om till sommarbostad. Sommarhusen är Kulan, Alphyddan, Mangelbodvillan och Lilla Sjövillan. Huset Lilla Sjövillan byggdes under senare delen av 1800-talet som sommarbostad. Huset användes också i början som tvättstuga för familjen Blackstadius och sommargäster. De står där än idag, nu som permanentboenden. Tidigare låg det en stor brygga vid Äppelvikshamnen. Idag finns bara fritidsbåtar i hamnen efter Stora Sjövillan. Såsom tidigare nämnts inordnades, när stadsdelen Äppelviken byggdes ut under åren 1913–1919, en del av husen i kvartersmönstret, medan sjövillorna ligger mera fritt i Mälarparken.

## Bilder
Några vyer över Äppelvikens gård

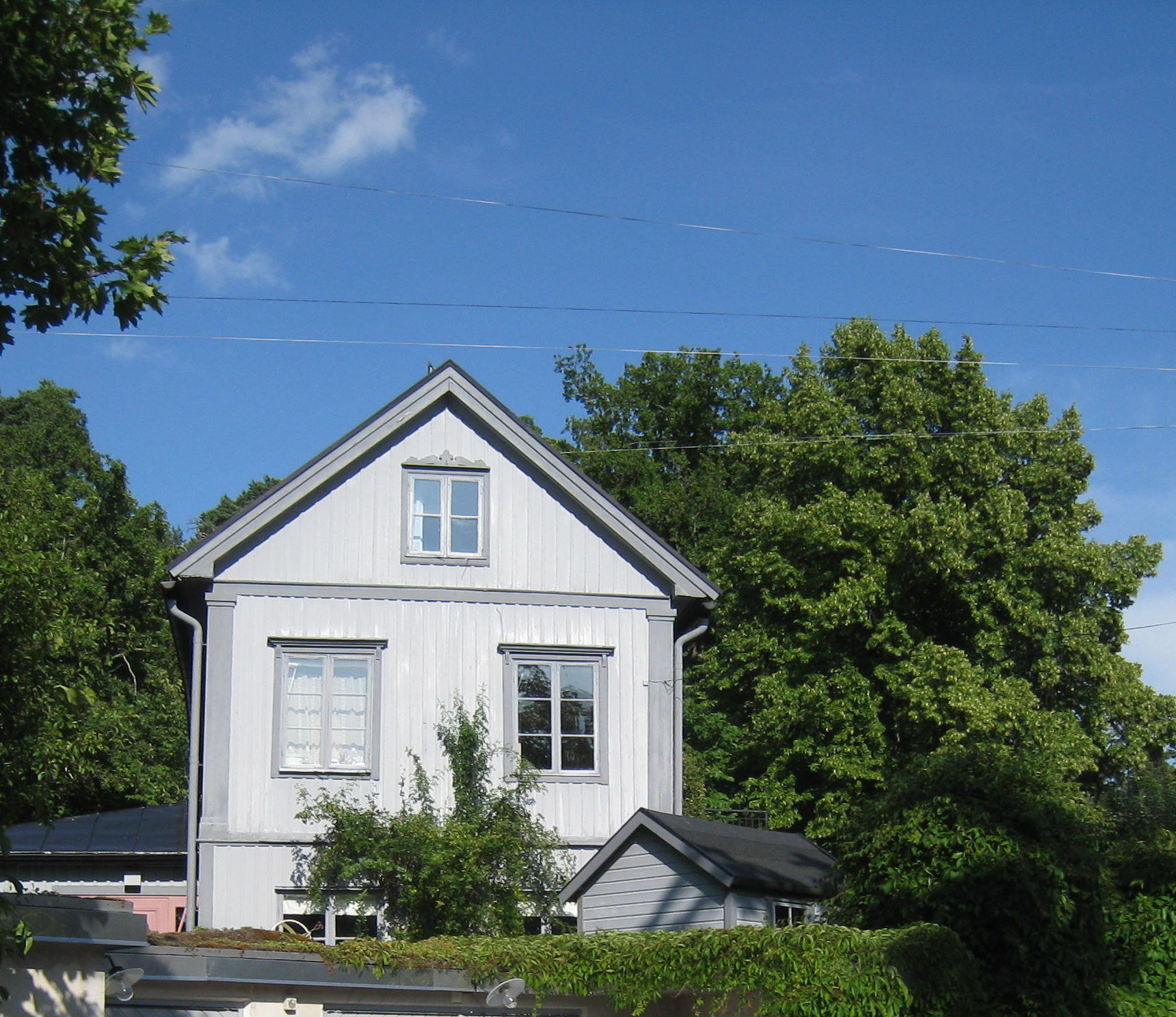
Gavelfasaden
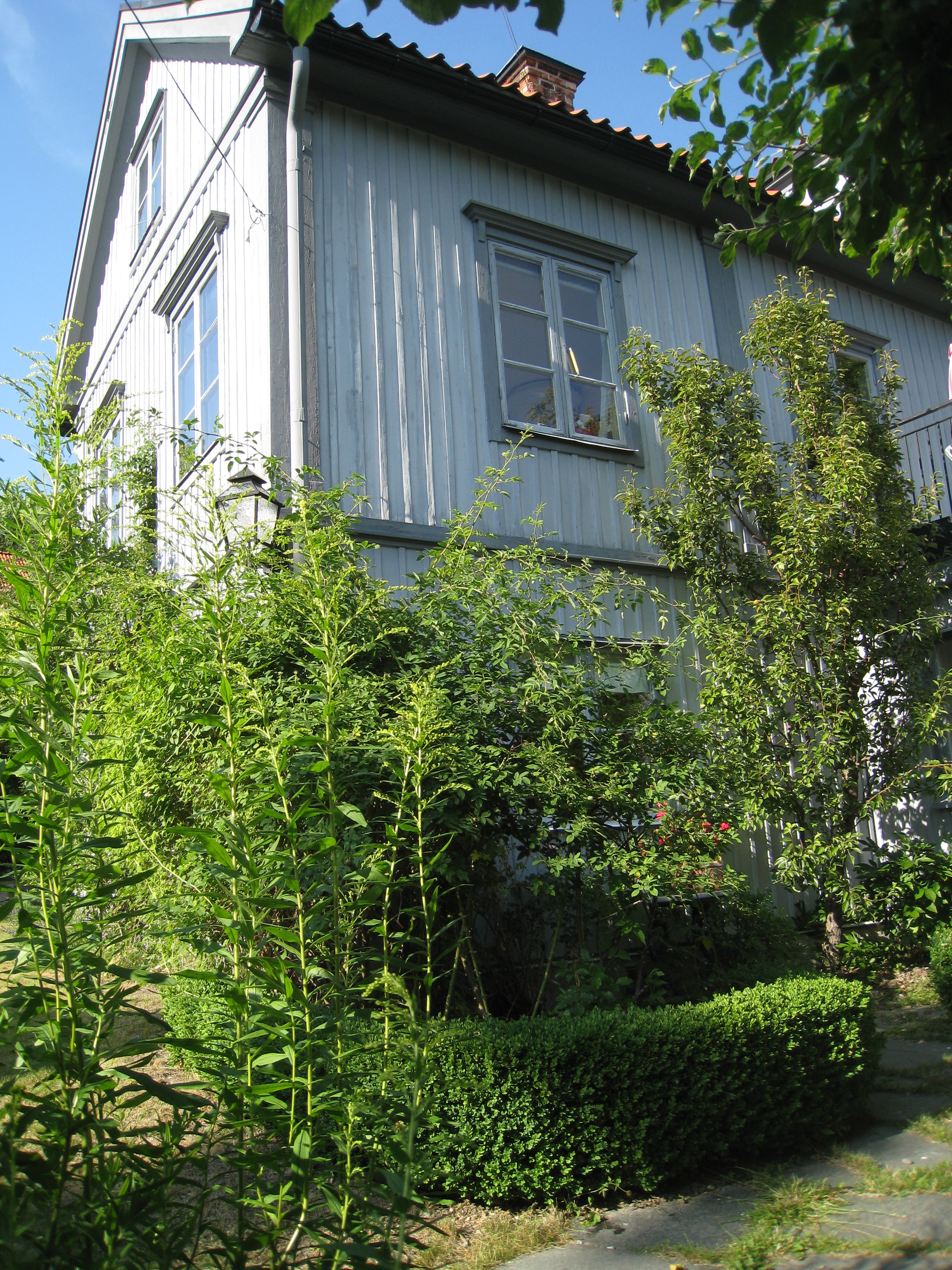
Gården är högt belägen
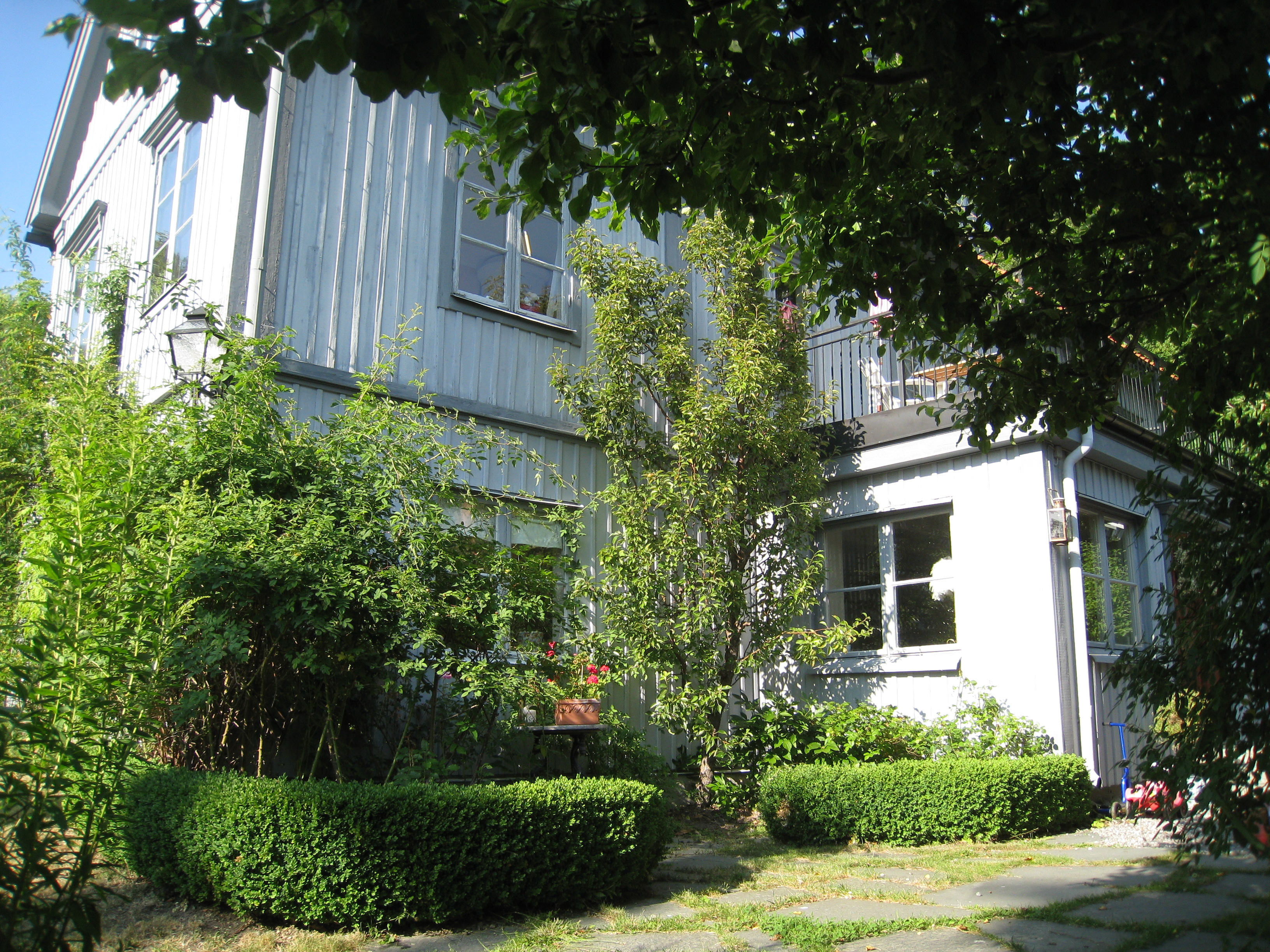
Stenkällaren med anor från 1700-talet
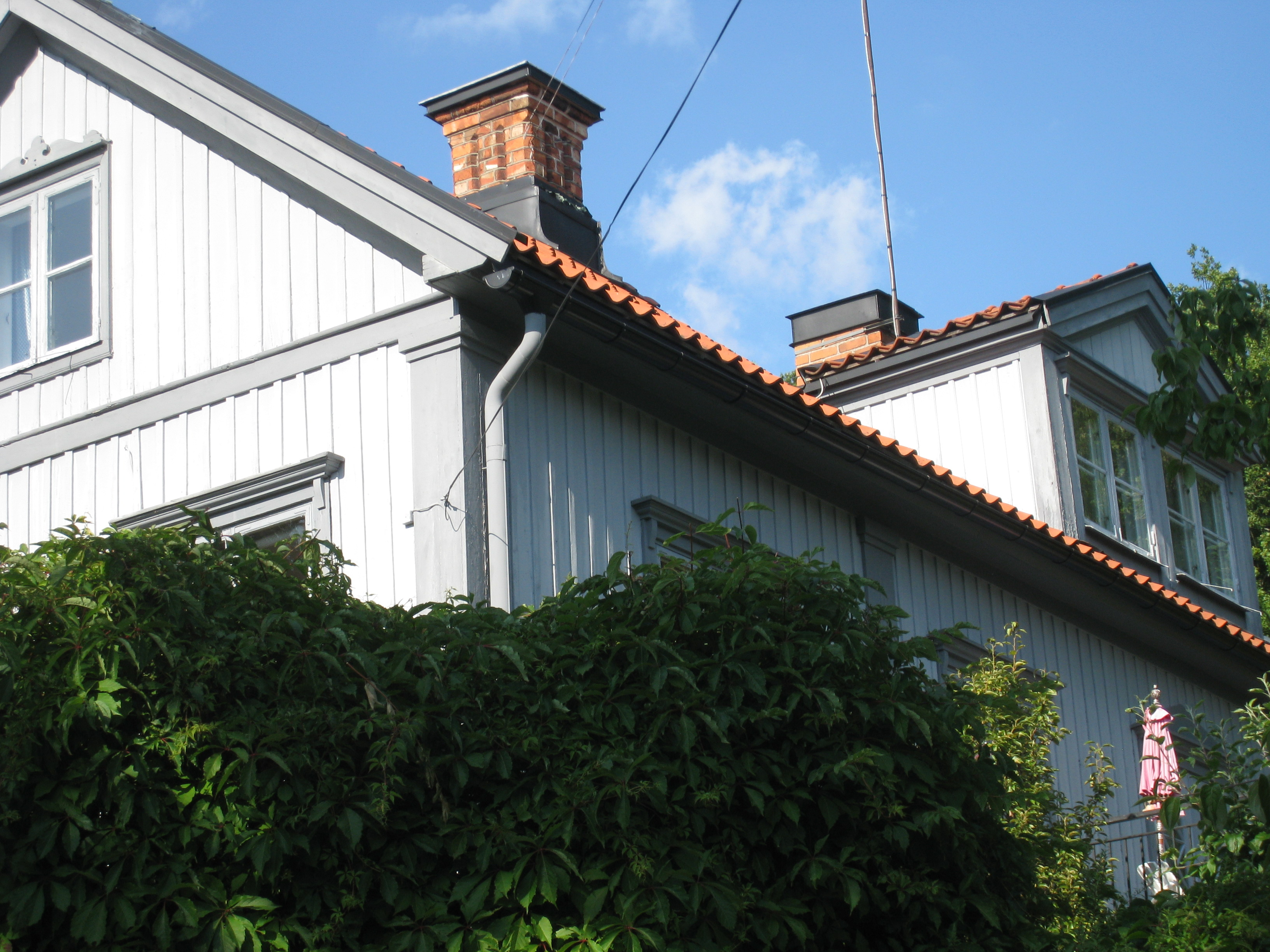
Vy mot taket